# Etienne Mosselman
Etienne Mosselman (Brussel, 26 september 1751 - Sint-Agatha-Berchem, 23 mei 1831) was een lid van de familie Mosselman en vonckist.

## Levensloop
Etienne Mosselman was een van de twaalf kinderen (derde in de rij) van Jacques-Dominique Mosselman en van Barbara t'Kint.
Hij werd student in het Parijs College in Leuven en behaalde zijn licentiaat in de rechten. In 1775 legde hij de eed af voor de Raad van Brabant, als advocaat. Hij werd griffier van de Raad.
Mosselman werd vanaf april 1789 lid van het geheime genootschap 'Pro aris et focis' opgericht door Jan Baptist Verlooy en waarvan Jan Frans Vonck de voornaamste figuur was. Hij stond toen al op de lijst van verdachte personen die door de politie werden gevolgd omwille van hun acties tegen de edicten van keizer Jozef II. Toen hij de boeren opstookte om de belastingen niet te betalen die door de ontvangers gevorderd werden maar die door de Staten van Brabant niet waren goedgekeurd, werd een aanhoudingsbevel tegen hem uitgevaardigd. Hij vluchtte en sloot zich aan bij het Comité van Breda dat de voornaamste oproerlingen groepeerde, onder de leiding van Vonck en van Hendrik van der Noot. Van augustus tot oktober 1789 verbleef hij in Roosendaal in Staats-Brabant. Hij organiseerde en bekostigde er een expeditie door de Compagnie Vandeperre die op 24 oktober het Fort van Lillo veroverde.
Nadat de Oostenrijkse troepen en ambtenaren Brussel op 12 december 1789 hadden verlaten, keerde hij naar de hoofdstad terug en speelde in de Verenigde Nederlandse Staten, samen met zijn broers Corneille-François en François-Dominique een rol als vertegenwoordigers van de strekking-Vonck.  Daarbij keerde hij zich tegen de politiek van onvoorwaardelijke terugkeer naar de vroegere statenorganisatie. Toen de statisten het volk opruiden tegen de vonckisten, werd in mei 1790 het huis van Corneille geplunderd.
Toen de Oostenrijkers daar terug waren, behoorde Etienne tot diegenen die door hen, teneinde de gewenste pacificatie te realiseren, in een functie werden benoemd. Zo werd hij op 18 juni 1791 schepen van de stad Brussel.
Toen de Fransen einde 1792 de Oostenrijkse Nederlanden veroverden, werd Mosselman op 21 november benoemd als een van de zeven rechters die de vroegere rechtbanken voorlopig moesten vervangen. In 1793-94 nam hij zijn ambt van schepen opnieuw op. In 1794 werd hij, samen met andere notabelen gearresteerd en naar Frankrijk als gijzelaar gevoerd, zolang de verplichte belasting van 5 miljoen die de Brusselaars was opgelegd, niet was voldaan. Na augustus was hij weer in Brussel en in september was hij lid van de 'Hoge Raad' die in ruime mate de vroegere stadsbestuurders samenbracht.
Wanneer op 20 april 1795 de besturen van het Habsburgse regime definitief werden afgeschaft, werd Mosselman 'adjoint au maire', naast burgemeester Verlooy. Bij diens afwezigheid verving hij hem, zowel in de ambtelijke bezigheden op het stadhuis als ter representatie op de vele republikeinse feestelijkheden die toen werden gehouden. Hij kwam niet onder de indruk van de antikerkelijke houding van de Franse overheid. Zo liet hij een zitting van de gemeenteraad onderbreken om in groep te gaan knielen voor een processie die voorbij kwam.
Op 14 april 1797 werd hij rechter benoemd bij de strafrechtbank van het Dijledepartement. Hij paste er de nieuwe reglementen naar eigen inzichten toe. Hij gaf geen gevolg aan een veroordeling in hoger beroep van een Brusselse priester die de Mis had opgedragen, hoewel hij niet-beëdigd was. Evenmin vervolgde hij diegenen die met assignaten hadden gezwendeld. Dit bezorgde hem vijanden en in januari 1799 werd hij opgepakt en in de Hallepoort opgesloten, op beschuldiging dat hij brieven dateerde volgens de gregoriaanse en niet volgens de republikeinse kalender. De tijd van de zware sancties was toen echter voorbij en enkele dagen later was hij vrij en kon hij zijn activiteiten hernemen.
In 1800 werd hij raadsheer bij het hof van beroep, tot hij, bij een nieuwe samenstelling, in 1811 niet weerhouden werd. Hij trok zich toen terug op zijn landgoed in Koekelberg, dat hij in 1792 had gekocht. Hij had ook nog een buitenverblijf in de wijk Kattenbroek in Dilbeek.
Na zijn dood werd men geconfronteerd met het testament van Mosselman, waarbij de vermogende vrijgezel veel aan de armen schonk, maar vooral op basis van al zijn goederen opdracht gaf een stichting op te richten die beurzen moest verlenen aan leden van de familie Mosselman, aan aanverwante families binnen de zeven geslachten van Brussel en aan parochianen van een aantal Brusselse parochies. De stichting werd inderdaad opgericht bij K.B. van 2 november 1831 maar er werd tegen geprocedeerd en in 1848 besliste het Hof van beroep tot annulatie. De erfenis werd vooralsnog verdeeld onder de vele neven en nichten.